# Geruma-jima
Geruma-jima (jap. 慶留間島) ist eine japanische Insel in der Präfektur Okinawa. Sie ist Teil der Kerama-Inseln, welche wiederum zu den Ryūkyū-Inseln gehören.

## Geographie
Geruma-jima liegt in der subtropischen Klimazone und hat eine Fläche von ca. 1 km² mit einer Höhe von maximal 157 m. Die Insel ist im Norden über eine 1998 gebaute Brücke mit Aka-jima verbunden. Im Süden verbindet eine weitere Brücke die Insel mit Fukaji-jima und dem dortigen Flughafen Kerama. Geruma-jima ist neben Aka-jima, Zamami-jima und Tokashiki-jima eine von vier bewohnten Inseln des Kerama-Archipels. Sie gehört zur Gemeinde Zamami.
| Aka-jima |

| Amuro-jima |

| Fukaji-jima |

| Geruma-jima |

| Keise-Inseln |

| Kuba-jima |

| Maeshima |

| Tokashiki-jima |

| Yakabi-jima |

| Zamami-jima |

| Kuroshima |

| Gishippu-jima |

| Okinawa Hontō |